# Quantificação de unicidade
Na matemática e na lógica, a frase "existe um e apenas um" é usada para indicar que existe exatamente um objeto com uma determinada propriedade. Na lógica matemática, este tipo de quantificação é conhecido como quantificação de unicidade ou quantificação existencial única.
A quantificação de unicidade costuma ser denotada com os símbolos "∃!" ou ∃=1". Por exemplo, a declaração formal
{\displaystyle \exists !n\in \mathbb {N} \,(n-2=4)}
pode ser lida como "existe exatamente um número natural n tal que n - 2 = 4".

## Provando unicidade
A técnica mais comumente usada para provar unicidade é provar a existência de uma entidade com a condição desejada primeiro; então, supor que existem duas entidades (digamos a e b) que deveriam ambas satisfazer a condição, e logicamente deduzir sua igualdade, isto é  a = b.
Com um simples exemplo, para mostrar que x + 2 = 5 só possui uma única solução, supomos que existem duas soluções primeiro, no caso a e b, satisfazendo x + 2 = 5. Logo
{\displaystyle a+2=5{\text{ e }}b+2=5.\,}
Por transitividade de igualdade,
{\displaystyle a+2=b+2.\,}
Por cancelamento,
{\displaystyle a=b.\,}
Este simples exemplo mostra como uma prova de unicidade é feita, com o resultado final sendo a igualdade das duas quantidades as quais satisfazem a condição. Devemos dizer, no entanto, que a existência/expressabilidade precisa ser provada antes da unicidade, senão não poderemos nem sequer supor a existência dessas duas quantidades para começar.

## Redução para quantificações existenciais e universais comuns
A quantificação de unicidade pode ser expressada em termos dos quantificadores existencial e universal da lógica de predicados através da definição da fórmula
∃!x P(x) significando, literalmente,
{\displaystyle \exists x\,(P(x)\,\wedge \neg \exists y\,(P(y)\wedge y\neq x))}
que é equivalente a
{\displaystyle \exists x\,(P(x)\wedge \forall y\,(P(y)\to y=x)).}
Uma definição equivalente a qual possua a virtude de separar as noções de existência e unicidade em duas cláusulas, às custas da brevidade, é
{\displaystyle \exists x\,P(x)\wedge \forall y\,\forall z\,((P(y)\wedge P(z))\to y=z).}
Outra definição equivalente com a vantagem da brevidade é
{\displaystyle \exists x\,\forall y\,(P(y)\leftrightarrow y=x).}

## Generalizações
Uma generalização da quantificação de unicidade é a quantificação de contagem. Isso inclui tanto a quantificação da forma "existem exatamente k objetos tais que..." assim como "existe uma quantia infinita de objetos tal que..." e "existe apenas uma quantia finita de objetos tal que...". A primeira dessas formas é expressável usando quantificadores comuns, mas as duas últimas não podem ser expressadas na lógica de primeira ordem comum.